# HD 141675
HD 141675，又名BD+55 1779，SAO 29668、HR 5887，是一颗恒星，视星等为5.86，位于銀經87.05，銀緯47.62，其B1900.0坐标为赤經15h 45m 12.9s，赤緯+55° 47.62′ 58″。